# سفارة إيران في كندا
سفارة إيران في كندا هي أرفع تمثيل دبلوماسي لدولة إيران لدى كندا. تقع السفارة في أونتاريو وهي تهدف لتعزيز المصالح الإيرانية في كندا.

## وصلات خارجية
- قائمة سفارات إيران
- قائمة السفارات في كندا